# 불변량
수학에서 불변량(不變量, invariant, 불변값)은 어떤 유형의 변형이 객체에 적용될 때 변경되지 않고 보존되는, 수학적 객체의 클래스에 의해서 계속 유지되는 속성을 가리킨다.
또한, 특정 클래스의 객체와 변환 유형은 해당 적용상에서 특정적으로 정의되므로,  이에 따라 불변량의 표현도 조금씩 다르게, 그리고 다양하게 표현될 수 있다.
예를 들면 불변량은 변하지 않는 고유한 값이기에 한편으로는 괴물군에서 존스 다항식처럼  동일한 매듭들에서 이들이 서로 다른 매듭들인지를 변별하는 수학적 특성이나 값을 가리킬 수도 있다.

## 예시
예를 들어, 삼각형의 영역에서 보면,  내각의 합이 {\displaystyle 180^{\circ }}라는 불변량을 갖는데 이러한 불변량의 값은 삼각형의 클래스에서 일정한 속성이 된다.
또 다른 예로, 피타고라스의 정리에서처럼 직각 {\displaystyle 90^{\circ }}에 대한 빗변은 항상 밑변의 제곱과 높이의 제곱의 합의 제곱근으로 나타내어지는 관계를 갖는 일종의 불변량이다.
{\displaystyle a^{2}+b^{2}=c^{2}}
또한, 등각 사상은 각도를 유지하는 평면의 변형으로 정의된다.
또한 함수에서도 의도된 조작으로 변하지 않는 불변량을 찾는 것이 가능하다.
이처럼 불변량은 기하학, 위상수학 및 대수학과 같은 다양한 수학 영역에서 사용된다. 몇 가지 중요한 변환 클래스는 변형되지 않는 불변 값으로 정의되기도 한다.
불변량의 정의는 수학적 객체를 분류하는 과정에서 중요한 단계이다.

## 불변량을 이용한 문제 접근
가우스가 제시한  불변량을 사용한 {\displaystyle 1}부터 {\displaystyle 100}까지의 합 계산식
{\displaystyle {\begin{array}{cc}{\begin{array}{r}\\\\\end{array}}&{\begin{array}{|rrrr}x=1&+2&+3&+4&+\cdots &+97&+98&+99&+100\\x=100&+99&+98&+97&+\cdots &+4&+3&+2&+1\\\hline 2x=101&+101&+101&+101&+\cdots &+101&+101&+101&+101\\\end{array}}\end{array}}}
{\displaystyle 2x=101\times 100}
{\displaystyle 2x=10100}
{\displaystyle x={{10100} \over {2}}}
{\displaystyle x=5050}
여기서 가우스가 사용한 불변량의 값은 {\displaystyle 101}이다.

## 함수에서의 불변량
- {\displaystyle j-}불변량
- 도널드슨 불변량
- 호프 불변량
- 카시미르 불변량

## 농도
소금물에서, 소금의 양은 변하지 않는 불변량으로 볼 수 있다.
소금물 {\displaystyle 100}에  소금이 {\displaystyle 10}만큼 녹아있다면, 이 소금물의 농도는 {\displaystyle 10\%}이다.
이 소금물에 물을 {\displaystyle 100}만큼 부으면, 이 소금물의 양은 {\displaystyle 200}이 되고 소금물의 농도는 {\displaystyle 5\%}로 변한다.
그러나 소금의 양은 여전히 {\displaystyle 10}으로 일정하기 때문에, 소금의 양은 일종의 불변량이라고 볼 수 있다.

## 같이 보기
- 함수
- 농도

## 참고
- 중등수학에서 활용할 수 있는 불변량에 관한 연구(http://www.riss.kr/search/detail/DetailView.do?p_mat_type=be54d9b8bc7cdb09&control_no=42ab5cf1365b8931ffe0bdc3ef48d419#redirect) 성균관대학교 교육대학원 2010 김광일